# Фторид уранила
Фтори́д урани́ла (оксифтори́д ура́на, UO2F2) — соединение урана, кислорода и фтора, жёлтое кристаллическое вещество. Промежуточный производственный продукт при получении диоксида урана UO2 или металлического урана из гексафторида урана UF6. Является прямым продуктом реакции UF6 с влагой воздуха. Хорошо растворяется в воде (около 65% по массе при 25 °C). Гигроскопичен, меняет цвет от ярко-оранжевого до жёлтого после реакции с водой. Образует кристаллогидраты. Фторид уранила стабилен на воздухе до 300 °C; при более высокой температуре происходит медленное разложение до U3O8. При нагревании без доступа воздуха выше 800 °C UO2F2 разлагается на UF6, U3O8 и O2 с частичной возгонкой. Температура плавления 1030 °C.

## Физические свойства
Образует кристаллы тригональной сингонии, параметры ячейки a = 0,5754 нм, α = 42,73°, Z = 1. Плотность 6,44 г/см3.
Молярная теплоёмкость C0
p = 103 Дж/(моль·К). Энтальпия образования ΔH0
обр = −1660 кДж/моль. Энтропия S0
298 = 135 Дж/(моль·К).

## Химические свойства
При аварийных выбросах гексафторида урана (UF6) фторид уранила в виде твёрдого вещества может осаждаться на земле. Общая химическая реакция этого процесса может быть представлена как
{\displaystyle {\mathsf {UF_{6}+2H_{2}O\rightarrow UO_{2}F_{2}+4HF\uparrow }}}
Эти реакции могут идти независимо от того, является ли гексафторид урана твёрдым или газообразным, но они происходят почти мгновенно, когда UF6 находится в газообразном состоянии. Образующаяся фтористоводородная кислота и присутствие избыточной воды приводят к образованию твёрдых веществ (в первую очередь, фтористоводородных аддуктов гидратированного фторида уранила UO2F2 · nH2O).
Является конечной стадией разложения оксифторидов урана с выделением UF6 при нагревании до 200—400 °C по схеме UOF4 → U3O5F8 → UO2F2.
Восстанавливается водородом до диоксида урана:
{\displaystyle {\ce {UO2F2 + H2 ->[>875^oC]UO2 + 2HF ^}}}

## Токсикология
Как и любое другое соединение урана, фторид уранила радиоактивен, и при работе с ним должны быть приняты соответствующие меры предосторожности. Очень токсичен. Фторид уранила химически агрессивен, отравление им может произойти при вдыхании, проглатывании или проникновении через кожу. Проглатывание или вдыхание может быть смертельным. Может оказывать отложенное воздействие.